# Extrakunia jocosides
Extrakunia jocosides là một loài bướm đêm trong họ Noctuidae.